# Veneer (album)
Veneer is het eerste studioalbum van de Zweedse singer-songwriter José González. Het werd op 29 oktober 2003 uitgebracht in Zweden en op 25 april 2005 in de rest van Europa. In Japan werd het op 6 augustus 2005 uitgegeven, deze uitgave bevat tevens een ep met live-opnames. Een maand later, op 6 september 2005, werd het album in de Verenigde Staten uitgebracht. Wereldwijd zijn er meer dan 700.000 exemplaren van verkocht. In Groot-Brittannië behaalde het platina.

## Tracklist
Alle muziek en teksten zijn geschreven door González, tenzij anders aangegeven. 
| 1.                 | Slow Moves                                        |      |
| 2.                 | Remain                                            | 3:45 |
| 3.                 | Lovestain                                         | 2:18 |
| 4.                 | Heartbeats (Karin Dreijer Andersson/Olof Dreijer) | 2:40 |
| 5.                 | Crosses                                           | 2:43 |
| 6.                 | Deadweight on Velveteen                           | 3:27 |
| 7.                 | All You Deliver                                   | 2:20 |
| 8.                 | Stay in the Shade                                 | 2:23 |
| 9.                 | Hints                                             | 3:52 |
| 10.                | Save You Day                                      | 2:30 |
| 11.                | Broken Arrows                                     | 1:58 |
| Totale duur: 30:50 |                                                   |      |

| Nr. | Titel                                               | Duur |
| --- | --------------------------------------------------- | ---- |
| 1.  | Storm                                               | 2:50 |
| 2.  | Love Will Tear Us Apart (Curtis/Hook/Morris/Summer) | 3:06 |
| 3.  | Suggestions                                         | 2:41 |
| 4.  | Down the Hillside                                   | 2:21 |
| 5.  | Sensing Owls                                        | 3:14 |
| 6.  | Hand on Your Heart (Aitken/Stock/Waterman)          | 3:51 |
| 7.  | Instrumental                                        | 6:13 |

## Singles
- "Heartbeats" (9 januari 2006)
  - B-kant: "Suggestions"
- "Crosses" (10 april 2006)
  - B-kant: "Storm"

## Muzikale bezetting
- José González – zanger, gitaren, percussie

### Gastmuzikanten
- Erik Bodin - percussie, achtergrondzang
- Nicholaus Sparding - percussie, achtergrondzang
- Stefan Sporsén - trompet, althoorn

### Overig personeel
- Elias Araya - albumhoes
- Mikko Hellsing - mastering, mixing